# 苏维埃天堂
苏维埃天堂（德語：Das Sowjet-Paradies）是德国纳粹党的政治宣传组织“国家宣传管理”（Reichspropagandaleitung）下属的电影部门拍摄的一部政治宣传电影，与影片配套的还有一场同名展览，曾在德国境内以及被占领国家的大城市如柏林、维也纳、布拉格等展映、展出。影片和展览的目的在于展现苏联在“犹太布尔什维主义”统治下其境内各民族经历的“贫困、苦难、堕落以及困窘”，从而证明與苏联开战的正当性。展览随附的指南指出，“现在的苏维埃国家除了是个犹太人的发明之外，什么也不是”。
展览的展品包括从东线运来的整套家用物品。展览还展出了行刑队、被绞死的少女（有些甚至只是小女孩）的被吊起的尸体的图片。在展厅入口还陈列着一辆缴获的苏联KV-2坦克。
1942年5月8日至6月21日间，该展览在柏林的盧斯特花園举办，据纳粹德国官方资料称，共有130万人参观了展览。在柏林的这场展览在开幕时进行了大型游行，国家文化院（Reichskulturkammer/ RKK/ Reich Chamber of Culture）国务书记（State Secretary）利奥波德·古特勒（Leopold Gutterer）也在展厅前进行了演说。
5月18日，犹太共产主义抵抗组织“鲍姆组”（Baum-Group）对展厅进行了纵火袭击，尽管袭击只对展品造成了较小损害，但事件本身则令纳粹政权甚是难堪。事后，赫伯特·鲍姆（Herbert Baum）、玛丽安娜·鲍姆（Marianne Baum）等30余人全部在被捕后遭处决。展览还引起了抵抗组织红色交响乐队的关注，其成员四处粘贴反展览、反纳粹贴纸、海报。